# 帕尔廷
帕尔廷是奥地利上奥地利州因河畔布劳瑙县的一个市镇。总面积11平方公里，总人口877人，人口密度79.7人/平方公里（2005年）。